# Прича о дјевојчици и сапуну
„Прича о дјевојчици и сапуну” је југословенски кратки филм из 1962. године. Режирао га је Обрад Глушчевић а сценарио је написао Светислав Рускуч.

## Улоге
| Глумац          | Улога |
| --------------- | ----- |
| Ета Бортолаци   |       |
| Иван Ђумлин     |       |
| Борис Фестини   |       |
| Људевит Галић   |       |
| Марина Глазер   |       |
| Мато Грковић    |       |
| Златко Мадунић  |       |
| Младен Шермент  |       |
| Стево Вујатовић |       |